# 油屋 (千と千尋の神隠し)
油屋（あぶらや）は、スタジオジブリ制作によるアニメーション映画作品『千と千尋の神隠し』に登場する、劇中の舞台となった架空の湯屋。

## 劇中の設定
この湯屋には八百万の神様達が日頃の疲れを癒しに全国各地から訪れる。経営者は湯婆婆で、従業員の多くはカエルやナメクジの化身である。ただ、千尋の世話役を任されたリンは白狐の化身との噂もあるが、元々人間だったとの説もあり詳細は不明である。建物の構造は多層に渡り、最下層には従業員の部屋とボイラー室が、中層には多数の湯船と湯釜、宴会場などのお客様を迎える為の施設が、最上層には湯婆婆の居住する住まいがある。また地底の奈落は異形の者の住処となっており、任務を遂行して衰弱したハクを始末しようとした湯婆婆がハクを奈落へ落とすよう頭達に命じていた。

### モデルとされる場所
油屋のデザインは「色々な温泉が入っていて特定のモデルはない」とされるが、「江戸東京たてもの園の子宝湯」、「道後温泉本館」は参考になった場所であると公式に明言されている。「山形の銀山温泉」「宮城の鎌先温泉」「群馬の四万温泉」「長野の渋温泉」「鳥取の羽合温泉」については、スタジオジブリは「これらの温泉地に監督が訪れたことがあるのか否かについては、残念ながらわかりませんが、監督が特定のモデルはないという以上、正解ではないようです。」としている。神奈川県秦野市の鶴巻温泉の陣屋に関しては、女将が宮崎駿の実家の親戚筋で、旅館内の庭園には「となりのトトロ」でトトロが寝ている木のモデルになった大楠を有する為、モデルのひとつではないかとする説がある。油屋内部の宴会場は目黒雅叙園を参考に描かれており、釜爺の仕事場にあった薬草箱は江戸東京たてもの園の武居三省堂内部の引出しがモデルになっている。下呂温泉の湯之島館の玄関と本館の構造には油屋との類似性がある。岐阜大仏のある正法寺の大仏殿は非常に似た造形をしている。

### 油屋の名前にまつわる背景
「油屋」や周辺の「不思議の町」の劇中設定のいくつかには、明治から昭和初期の別府温泉で活躍し、由布院を開発した油屋熊八（あぶらやくまはち、別名：油屋将軍）周辺との共通点が指摘され、民放ローカル局の番組や地方夕刊紙で話題となったその説では「不思議の町」は歓楽的な温泉都市別府、「沼の底」は田園的な温泉保養地由布院、夜の「時計台」周辺の街並みは別府湾の向こうに広がる大分市の夜景としている。また、公式に参考にしたとされる道後温泉の開湯伝説には、別府の湯を大国主命が樋を用いて道後に導き少彦名命の病を癒したとされる逸話が存在し「油屋」の役割や給湯方式を連想させるとしている。熊八の盟友吉田初三郎が作成した1927年発行の観光ガイドの鳥瞰図には、「油屋」のような高い煙突のある亀の井ホテルが中央に大きく誇張されて描かれ、別府港には多くの湯治舟と大阪商船の汽船「くれなゐ丸」、海岸線を走る大分交通別大線の電車、そして鉄道で結ばれた山間の温泉地由布院の湖畔に佇む亀の井別荘も描かれるなど、劇中に登場するものとの類似性が多く見てとれる。また、スタジオジブリに在籍した高畑勲の故郷、三重県伊勢市の古町には、江戸時代油屋と呼ばれる女郎屋が存在した。本女郎屋で起きた事件『油屋お紺』を歌舞伎では音羽屋の屋号を持った人が引き継いでいるが、『風の谷のナウシカ』を歌舞伎化し、ナウシカの役をやっているのも、この音羽屋の系統の人である。また、この油屋があった古町から下った位置に猿田彦神社があり、坊役を務めた神木隆之介が主人公を務めた『君の名は。』の新海誠監督が、毎年の様に幟を奉納している。